# 優しさの剣
「優しさの剣」（やさしさのつるぎ） は、Novelbrightの楽曲。2021年9月3日にユニバーサルシグマより、9作目の配信限定シングルとして各種音楽配信サービスにてリリースされた。

## 概要
前作『ライフスコール』以来約2か月ぶりのリリースとなる配信限定シングルである。楽曲は、テレビ朝日系金曜ナイトドラマ『漂着者』の主題歌として書き下ろされたものである。
「優しさの剣」のミュージックビデオには、ドラマ『漂着者』の出演者の1人である吉田志織が出演しており、ドラマ内の役柄とは違う雰囲気で、苦悩を抱え生きる女性を演じている。

## 収録内容
| #         | タイトル       | 作詞・作曲          | 時間 |
| --------- | -------------- | ------------------- | ---- |
| 1.        | 「優しさの剣」 | 沖 聡次郎、竹中雄大 | 4:19 |
| 合計時間: | 合計時間:      | 合計時間:           | 4:19 |